# دوري السنغال الممتاز 1990-91
دوري السنغال الممتاز 1990-91 هو الموسم 27 من دوري السنغال الممتاز. كان عدد الأندية المشاركة فيه 16، وفاز فيه ASC Port Autonome ‏.